# Central Park Zoo
Koordinaten: 40° 46′ 4,2″ N, 73° 58′ 18,5″ W
Der Central Park Zoo ist ein Zoo in New York City. Er liegt im Central Park und wird von der Wildlife Conservation Society (WCS) verwaltet.

## Geschichte
Der Zoo wurde im Jahr 1864 gegründet und ist nach dem Philadelphia Zoo der zweitälteste öffentliche Zoo der USA. Im Jahr 1934 wurde er mit zahlreichen Gebäuden erweitert.
In den 1980er Jahren verfiel der Zoo allmählich. Er wurde 1983 geschlossen und 1988 wiedereröffnet; die alten Käfige wurden durch Gehege ersetzt, die den natürlichen Lebensgewohnheiten der Tiere entsprachen.

## Tiere
Im Central Park Zoo befinden sich Tiere aus tropischen und polaren Gebieten der Erde. Es existiert unter anderem ein Seelöwen-Gehege. Weiterhin beherbergt der Zoo Grizzlybären, Affen und verschiedene Vogelarten. Für Kinder gibt es einen Streichelzoo.
Die Gehege sind der natürlichen Umgebung der Tiere nachempfunden; so gibt es etwa ein entsprechend klimatisiertes Regenwaldhaus oder ein gekühltes Pinguinhaus. Der Zoo betreibt darüber hinaus Nachzucht von bedrohten Tierarten wie Tamarinen oder den Kleinen Pandas. Seit 2009 beherbergt er Schneeleoparden.
Das Regenwaldhaus besteht aus einem zweistöckigen Gebäude, das mit tropischen Bäumen und Palmen bepflanzt ist. Im Inneren sind freifliegende Vögel zu beobachten, u. a. Stare, Paradiesvögel, Papageien, Tukane, Fruchttauben und Scharlachsichler. Andere Bewohner des Geheges sind Fledermäuse, Pythons, Weißkopfsakis, Tamarine und Schwarzweiße Varis.
Das Temperate Territory besteht aus mehreren Gehegen, die rund um ein See angebracht sind. Die Hauptattraktionen sind Japanmakaken, Kleine Pandas, Weißnackenkraniche und Fasane.
Das Pinguinhaus enthält Goldschopfpinguine, Königspinguine, Eselspinguine und Zügelpinguine. Es ist eine der größten Pinguinkolonien in den Vereinigten Staaten.
Der Streichelzoo liegt separat an der Nordseite des Zoos und ist 0,4 ha groß. Zu beobachten sind Ziegen, Schafe und die einzige Kuh Manhattans. Hier werden auch gefährdete Wasservögel, u. a. Schuppensäger und Baermoorenten, in einer großen Voliere mit Teich gehalten.

## In den Medien
Der Central Park Zoo ist ein Schauplatz der Madagascar-Animationsfilmreihe sowie der Animationsserie Die Pinguine aus Madagascar. Auch in den Filmen Tierisch wild! und Mr. Poppers Pinguine dient er als Kulisse.
In den frühen 1970er Jahren wurde das Gorillaweibchen Pattycake berühmt und galt als beliebt bei den Bürgern New Yorks. Später lebte sie im Bronx Zoo, ebenfalls in New York.
In den 1990er Jahren wurde der männliche Eisbär Gus zum Maskottchen des Zoos. Die Medien nahmen großen Anteil an seinem Leben, insbesondere wegen seiner Verhaltensprobleme. Er wurde im Jahr 2013 wegen eines nicht heilbaren Hirntumors eingeschläfert.
In Woody Allens Film A Rainy Day in New York ist der Platz vor der Delacorte Clock im Central Park Zoo ein zentrales Motiv und stellt den Schauplatz für die Schlussszene dar.